# Лабуцка
Лабуцка је насељено мјесто у општини Лопаре, Република Српска, БиХ. Према попису становништва из 1991. у насељу је живјело 362 становника.

## Становништво
Према попису становништва из 1991. године, мјесто је имало 362 становника.
| Демографија | Демографија | Демографија |
| Година      | Становника  | Становника  |
| ----------- | ----------- | ----------- |
| 1961.       | 519         |             |
| 1971.       | 874         |             |
| 1981.       | 487         |             |
| 1991.       | 356         |             |